# Yusaku Maezawa
Yusaku Maezawa (前澤 友作, Maezawa Yūsaku, nascut el 22 de novembre de 1975) és un empresari, col·leccionista d'art i multimilionari japonès. Va fundar Start Today el 1998 i va impulsar la botiga de roba online Zozotown, que ara és la més important del Japó, el 2004. El 2018, Maezawa va introduir la marca de roba feta a mida ZOZO i un sistema de mesura de la talla domèstic, la ZOZOSUIT. El maig de 2017, Forbes va calcular que el seu patrimoni era de 3.600 milions de dòlars i era la catorzena persona més rica del Japó.

## Inicis
Maezawa va començar l'institut el 1991, on va fundar un grup amb els seus companys de classe. El grup es deia Switch Style i ell hi tocava la bateria. El grup va publicar el seu primer EP el 1993. Quan va acabar l'institut, va decidir no anar a la universitat; en comptes d'això va anar a viure als Estats Units amb la seva xicota, i va començar a col·leccionar CDs i discos. Quan va tornar al Japó el 1995, la seva col·lecció de discos va ser la base de la seva primera empresa, que venia discos d'importació i CDs per correu.

## Negocis
El 1998, Maezawa va utilitzar com a base el negoci de venda de discos per correu per engegar l'empresa Start Today. El mateix any, el seu grup va signar per la discogràfica BMG Japan. El 2000, Start Today s'havia convertit en una plataforma online, havia començat a vendre roba, i havia emès accions. El 2001, Maezawa va anunciar que suspenia temporalment la seva carrera musical. Start Today va obrir la botiga de roba via web Zozotown el 2004, i al cap de sis anys, Start Today va sortir a borsa, formant part de l'índex "Mothers" de la Borsa de Tòquio. El 2012, Start Today figurava a la Primera Secció de la Borsa de Tòquio.
El 2018, Maezawa va introduir ZOZO, una marca de roba feta a mida i la ZOZOSUIT, un sistema per trobar la talla a casa, a més de 72 països i territoris.

## Fundació d'Art Contemporani
Maezawa és el fundador de la Fundació d'Art Contemporani, amb seu a Tòquio, que va engegar el 2012 amb l'objectiu de "donar suport a artistes joves com a pilar de la següent generació d'art contemporani". La Fundació d'Art Contemporani hostatja exposicions dos cops l'any. El maig de 2016, Maezawa va atraure l'atenció dels mitjans de comunicació en comprar en una subhasta per un preu rècord de 57,3 milions de dòlars una obra sense títol de Jean-Michel Basquiat, i va tornara batre un rècord el maig de 2017 amb una compra per 110,5 milions de dòlars d'una obra del mateix artista. En la mateixa subhasta de 2016, Maezawa va comprar obres de Bruce Nauman, Alexander Calder, Richard Prince, i Jeff Koons, gastant un total de 98 milions de dòlars en dos dies. Maezawa té plans per obrir un museu d'art contemporani a Chiba, que contindrà la seva col·lecció.

## Vol circumlunar
El 17 de setembre de 2018, es va anunciar que Maezawa seria el primer passatger comercial que faria un vol al voltant de la Lluna. Ho farà a bord d'un Starship de SpaceX, que està en desenvolupament. El vol no està previst fins després de 2023 i ha de durar gairebé sis dies. S'emportarà entre sis i vuit artistes amb ell com a part d'un projecte artístic que ha creat anomenat Projecte #dearMoon.

## Activitat a Twitter
El 5 de gener de 2019, Maezawa va aconseguir el rècord de més repiulades d'un missatge, quan va oferir un milió de iens (aproximadament 8000 euros) a 100 persones seleccionades a l'atzar entre qui li fes una repiulada i el seguís. Al final, ho van fer més de cinc milions de persones.